# James Stirling (matematiker)
James Stirling, född i maj 1692 i Garden i Stirlingshire, död 5 december 1770 i Edinburgh, var en skotsk matematiker.
Stirling var från 1735 direktör för ett gruvbolag i Leadhills. Han upptäckte allmänna summationsformler samt undersökte och klassificerade speciella kroklinjer och ytor. Hans främsta arbeten var Lineae tertii ordinis newtonianae (1717), Methodus differentialis sive tractatus de summatione et interpolatione serierum infinitarum (1730) och On the figure of the earth and on the variation of the force of gravity at its surface (1735).